# Rachid Maâtar
Rachid Maâtar (arabisch رشيد معطر; * 27. Juni 1959 in Nancy) ist ein ehemaliger algerisch-französischer Fußballspieler und jetziger -trainer.

## Als Spieler im Verein
Maâtar war 20 Jahre alt, als er beim französischen Klub EAC Chaumont 1979 den Sprung in dessen Zweitligamannschaft schaffte und kurz darauf zum Stammspieler avancierte. Am Saisonende 1979/80 kam es zum Abstieg von Chaumont, weswegen er sich einen neuen Arbeitgeber suchte und diesen im Zweitligisten SR Saint-Dié fand. Bei diesem erkämpfte er sich ebenfalls einen Stammplatz und blieb dem Verein treu, bis er 1982 auch mit diesem abstieg. Daraufhin wechselte er zur in der zweithöchsten Spielklasse verbliebenen AS Angoulême, konnte bei dieser aber keinen festen Stammplatz besetzen. Dennoch wurde er 1983 vom Erstligisten AS Nancy abgeworben und kehrte somit in seine Geburtsstadt zurück.
Für Nancy debütierte Rachid Maâtar im Verlauf der Saison 1983/84 in der obersten nationalen Liga, dem folgten jedoch nur sporadisch weitere Einsätze. Im nachfolgenden Austragungszeitraum 1984/85 wurde überhaupt nicht mehr auf ihn zurückgegriffen. Daher blieb er nicht bei den Lothringen, sondern wechselte 1985 zum Zweitligisten AS Béziers. Im Trikot von Béziers stand er wieder regelmäßig auf dem Platz, auch wenn er nicht völlig unumstritten war. Allerdings folgte 1987 der Abstieg des Klubs, woraufhin er zum zweitklassigen CO Saint-Dizier wechselte. Bei Saint-Dizier wurde er in der nachfolgenden Zeit lediglich in seltenen Fällen aufgeboten und musste am Ende der Spielzeit 1987/88 erneut den Abstieg hinnehmen. Insgesamt war er vier Mal mit vier verschiedenen Vereinen aus der zweithöchsten Liga abgestiegen. Im Anschluss daran ging er ein weiteres Mal zur AS Nancy, die mittlerweile in der zweiten Liga antrat. Er erlebte eine Saison 1988/89 ohne einen einzigen Einsatz und beendete an deren Ende im Jahr seines 30. Geburtstags nach fünf Erstligapartien ohne Tor sowie 147 Zweitligapartien mit sieben Toren seine Profilaufbahn.

## Nationalmannschaft
Wenngleich Maâtar nie bei einem Verein seines Heimatlandes angestellt war, war er für die algerische Nationalmannschaft spielberechtigt. Er war 25 Jahre alt, als er am 1. Mai 1985 bei einer 0:1-Niederlage gegen Tunesien zum ersten Mal deren Trikot trug. Er stand im Kader Algeriens zur Afrikameisterschaft 1988, lief bei allen fünf Turnierbegegnungen auf und erreichte am Ende den dritten Platz. Das Spiel um Platz drei, das am 26. März 1988 gegen Marokko nach einem 1:1-Unentschieden im Elfmeterschießen gewonnen wurde, stellte zugleich die letzte von neun Begegnungen dar, die er für das Nationalteam absolvierte.

## Trainerkarriere
1997 kehrte er als Mitarbeiter zur AS Nancy zurück und war anschließend auch für den FC Metz und den FC Valenciennes tätig, bevor er im Sommer 2007 die Trainerverantwortung bei der zweiten Mannschaft von Nancy übernahm. Das viertklassig spielende Team betreute er bis 2013.